# Happy and Glorious
Happy and Glorious is een mini James Bondfilm. Met Daniel Craig als James Bond. De korte film is uitgebracht in 2012 als onderdeel van de opening van de Olympische Zomerspelen 2012. De titel van de korte film, Happy and Glorious, verwijst naar het koninklijk lied van de Britse koninklijke familie, God Save the Queen.

## Verhaal
Geheim agent Bond wordt naar Buckingham Palace geroepen om koningin Elizabeth II per helikopter naar het Olympisch Stadion in Londen te begeleiden. De korte film begint met de aankomst van Bond op Buckingham Palace, in een van de beroemde zwarte taxi's van Londen. Bond wordt voor de koningin gebracht die, druk bezig op zijn kantoor, doet alsof ze zijn aanwezigheid niet opmerkt. Hij vertoont tekenen van ongeduld en kijkt naar de klok, die 20.30 uur aangeeft. Na een paar seconden staat de koningin op en begroet hem. De geheim agent begeleidt de koningin vervolgens door de gangen en uit het paleis en gaan aan boord van een AgustaWestland AW139-helikopter. Gesuggereerd werd dat ze uit de helikopter met een parachutesprong het olympisch stadion betrad. Na afloop van de film verscheen de koningin ten tonele in het stadion, zeggende: "Good evening, Mr Bond", om de Olympische Zomerspelen 2012 officieel te openen.